# 奏音かのん
奏音 かのん（かなで かのん、2000年〈平成12年〉5月9日 - ）は、日本のタレント。元AV女優。福岡県出身。C-more エンターテイメント、ティーパワーズを経てNAXに所属していた。

## 略歴
2019年7月、AVデビュー。同月には3メーカーからリリースされ話題となる。
2020年12月、『FLASH』による「FLASH 2020年現役最強セクシー女優BEST100」の読者投票で第21位となる。
2021年1月、C-more エンターテイメントからティーパワーズに所属事務所を移籍。同年8月発表「読者300人が選んだFLASH 2021セクシー女優ランキング」読者投票50位。
2022年9月6日作品よりワンズファクトリー専属となるがしばらくは他メーカーでの撮影分もリリースされる。
2022年10月28日、NAXプロモーションへ事務所を移籍。
2023年4月29日、Twitterの投稿にて1年間休業していたことをツイート。この日より活動を再開した。同年11月より無垢専属となる。
2023年7月3日週FANZA動画フロアランキングにて、2022年12月に発売された出演アンソロジー作品『【福袋】S-Cute 可愛い子だけ15作品をノーカット収録38時間!』が1位を記録。8月7日週FANZA動画フロアランキングにて、同作品が3位再浮上。
2024年4月26日、AV業界からの引退を発表し、事務所を退所。そして奏音の誕生日である5月9日に行われたイベントを以てAV女優としての活動を終えた。
引退後もSNSでの発信は続けるほか、2026年1月までの予定でキャバクラ嬢としてタレント業も行う。

## 人物
初体験は大学生になってからとなっているが、実際は高校の時。なお、好きな人とセックスをしたことがなく（彼氏は高校の時まで）、これまでの相手は知り合いや友達だった。
AV女優となったきっかけは、AV出演が楽しそうと思い興味を持ったこととノリ。
AVライターの東風克智いわく「圧巻の投球術を見せる次世代のエース」。
AVデビューしてから様々なプレイを経験するうち、責めるほうにも開眼。男性の潮吹きや乳首責めに興味を覚える。

## 作品

### アダルトDVD
- 新人*19歳 こう見えてリケジョ 現役女子大生AVデビュー!!（7月1日、MOODYZ）
- アイドルよりも可愛いと噂のアナウンサーの卵 現役女子大生かのんちゃん めっちゃくちゃ痙攣しまくりイキまくりAV初撮り映像!（7月25日、kawaii*）※「かのん」名義
- ゆるふわ現役リケジョ 初めてのナマ中出し（7月25日、本中）
- 彼女と勘違いして彼女の妹に即ズボ!? イった後に気づき僕が必死に謝るも、発情した妹は自ら腰を振って何度もイキまくり!! 3（10月18日、DOC）
- 顔出し解禁!! マジックミラー便 大手一流企業に勤めるインテリOLさん 仕事中に人生初の素股編 vol.02 ギンギンに勃起したデカチンを赤面まんコキ! 恥ずかしさと気持ちよさで濡れ出したエリートオマ○コにヌルっと挿入! in新宿&新橋 10人全員SEXスペシャル!!（10月19日、DEEP'S）
- 完ナマSTYLE @かのん #女子大生 #彼氏ナシ #初生円光 #生ダメ #突如ゴム取り #生ハメ3P（10月27日、FIRST STAR）
- はじめて彼女ができたので幼なじみとSEXや中出しの練習をする事にした（11月1日、MOODYZ）
- 素人ナンパGET!! No.206 真夏の汗だくビキニフェス編（11月7日、桃太郎映像出版）
- マジックミラー号ハードボイルド 毎日お疲れ様です♡ ストレスまみれの現役ナースさんを癒やしたい♡ 神震動マッサージスティック “敏感なトコロ”をこっそり刺激! 気持ちよくなって中出しセックスしちゃうなんて!（11月7日、サディスティックヴィレッジ）
- 姉の挑発を真に受けた童貞弟がイッてるのに気づかず爆走ピストン（11月13日、MOODYZ）
- すぐそばに彼女がいるのに美乳を密着させて誘惑してくる 文系妹はささやき淫語痴女（11月13日、Fitch）
- マジックミラー号で口説けなかったガードが固い素人娘を超強力媚薬で強制アクメ! アへ顔でヨダレを垂らして大量失禁（11月21に日、SODクリエイト）
- 新任女教師 奏音かのん マシンバイブ調教×催淫三角木馬×危険日中出し15連発 そのすべてで潮!潮!潮! 37（11月21日、サディスティックヴィレッジ）
- 極上娘!モテ度クラス1の活発女子が大人のしっぽり性交に耽ったお籠りハメ撮り（11月25日、オーロラプロジェクト・アネックス）
- 色白スレンダーな弟の嫁を言いなりにしています。中出しをしても彼女は私に無関心です―。（11月25日、マドンナ）
- ニヤニヤ犯され待ち娘を孕ませレ×プ どんなに酷い孕ませ激ピス強姦されても、にこ〜っと笑顔で何度も中出しされ待ち中（12月1日、MOODYZ）
- 「えっ!今、中に出したでしょ?」 早漏をゴマかす暴発後の延長ピストンで抜かずの追撃中出し!!（12月1日、ワンズファクトリー）
- ボクだけのご奉仕メイド（12月6日、クリスタル映像）
- 輪姦計画 リケジョ編（12月7日、アタッカーズ）
- 彼氏が四日間家族旅行で不在の間、彼氏の親友と夢中で中出ししまくった（12月7日、BeFree）
- 高嶺の花の美人キャビンアテンダント限定! 航空会社対抗中出し野球拳! 3 勝てば100万円!負ければいきなりデカチン即ハメ! フライト帰りのCAオマ○コに上司の目の前で何度イってもやめない追撃ピストンで抜かずの連続中出し! 4人合計21発（12月7日、DEEP'S）
- 脳汁アヘまくり洗脳! 120億点の天使だよ、非の打ち所がないので… 中出し肉便器にしてみた!（12月7日、ジェントルマン/妄想族）
- 円女交際 中出しoK18歳クラスNO1美少女娘（12月7日、パコパコ団とゆかいな仲間たち/妄想族）
- 泡沫の日々 小悪魔ちゃんとオジさんの儚き同棲性活（12月12日、FIRST STAR）
- 性交クリニックファン感謝祭 2019 7性交×ノースキン中出し性交処置×235分SP!!（12月12日、SODクリエイト）
- 「久しぶりに一緒に入ろう」と誘ってきたお姉ちゃんとローション風呂 滑る快感が理性を狂わせる密着お漏らしセックス 2（12月12日、ナチュラルハイ）
- 私のパンツが見たいでしょ?ほら見せてあげるねスケベさん。 2 クラスメイトのかのんさんにポチと呼ばれて可愛がられる毎日。しかも、ご褒美と称して、スカートを捲ってパンツを見せてくれます。からかいパンチラ最高です。そして興奮した女子がチ○ポを入れてみる?と求めてきました。（12月12日、SWITCH）
- 先っぽ3cmまでは挿入させてくれる妹とのギリギリ相姦未満生活（12月13日、アリスJAPAN）
- 唾液ダラダラ密着舐め回し接吻痴女 制服美少女が中年教師を虜にするベロキス誘惑（12月13日、MOODYZ）
- オヤジのハメ撮りドキュメント ねっとり濃厚に貪り尽くす体液ドロドロ汗だく性交（12月13日、Fitch）
- スペンス乳腺開発クリニック 奏音かのん（12月19日、OPPAI）
- 義父を玩具にする小悪魔コキーヌ 花音 「お父さん、コキコキしてほしいの?」（12月19日、キチックス/妄想族）※「花音」名義
- 「私、引きこもりの同級生とその家族の人たちに 凌辱され種付けされ続けるの…そう、これから毎日…」（12月25日、オーロラプロジェクト・アネックス）
- 全部ハメ撮り!子宮から溢れ出す極濃フェロモンに浸り、性感と絶頂に歪む乙女の面持ちを観ながら、痺れるような極上発射を!!（12月25日、オーロラプロジェクト）
- 出張先の相部屋で絶倫上司に何度も中出しされて… 部長の粘着質な愛撫と濃厚SEXに溺れた剛毛新人OL（12月25日、kawaii*）
- 彼女の妹に愛されすぎてこっそり子作り性活（12月25日、本中）
- 女子大生限定! ビールフェスナンパ2019!! ほろ酔いエチエチJD2人組みはラブホ連れ込み即OK!! ハッチャケ乱交SEXパーティーしちゃいました!!（12月25日、ナンパJAPAN）※「さくら」名義
- 中出しレ○プサークル 女子アナへの登竜門ミスキャンパスのオーディションとダマされ憧れの先輩に中出しされた新入生（12月26日、サディスティックヴィレッジ）
- 「あなたを、美味しく食べちゃいたい…」 突然、発情した文系お嬢様の清楚で下品な種搾り（12月27日、ワープエンタテインメント）
- やばめオフパコ見せてやるよwSTRONG 7 かののん 【オレのタダマン個撮】（12月27日、STRAWBERRY CATS GOLD）※「かののん」名義

- お見舞いに来た小悪魔姪っ子にこっそり布団の中で何度も射精させられた僕…（1月1日、MOODYZ）
- 身動きを奪って鬼イカせ性感刺激中出しレ×プ 無制限アクメ監禁オイルマッサージ（1月1日、ワンズファクトリー）
- 一般男女モニタリングAV 素人女子大生限定! 恋人がいない大学生の男女はキスだけで恋に落ちて初対面の相手とSEXしてしまうのか? 6 惹かれあった2人のキスまみれの完全プライベートSEXを大公開!! 初めての生中出しスペシャル!!（1月7日、DEEP'S）※「えりな」名義
- 軟派しようZ! 街で見かけたメガトン級シロウト女子GET! 2（1月10日、ホットエンターテイメント）
- 声殺し拘束中出しレ×プ 「こんな姿見られたら人生終わりだな」と脅迫して自由を奪いサイレント鬼イカせ（1月13日、MOODYZ）
- 制服びしょ濡れ雨宿り 濡れ透け姉と友達の10人に襲われて中出ししまくった大雨の放課後（1月13日、MOODYZ）
- アイドル級美少女の奏音かのんがM男を痴女る!が、あまりの刺激に火がついたM男の止まらぬ追撃ピストンで大絶頂してしまいました。（1月13日、バルタン）
- 彼女がそばにいるにも関わらずパン染み作って、たわわなおっぱいを見せつけ誘惑してくる小悪魔な彼女の妹（1月17日、DOC）
- 媚縛 潜入捜査官（1月19日、バミューダ/妄想族
- 俺のNTR属性が彼女にバレて、サプライズで俺のために寝取られを実演してくれた…うん、本当にありがとう(白目)（1月19日、かぐや姫Pt/妄想族）
- リケジョ中出し20連発 奏音かのん（1月23日、アイエナジー）[15]
- あの日、大学の飲み会が中出し輪姦サークルに変わった。奏音かのん（1月25日、本中）
- 艶めかしきランジェリー姿で濃密なフェラチオ（1月25日、SEX Agent/妄想族）
- 制服美少女、乳首堕ち。奏音かのん（1月31日、ワープエンタテインメント）
- 放課後、寄り道…そして、接吻。奏音かのん（1月31日、ドリームチケット）
- 若い頃の妻を抱きたくて時空を超えて逢いにいく。奏音かのん（2月1日、MOODYZ）[16]
- マジックミラー号 どうしても内定が欲しい就活中の女子大生はセクハラしまくりの変態面接でも受け入れてくれる!? 就職活動を頑張る女子大生4名に中出ししちゃいました（2月6日、SODクリエイト）※「ゆうか」名義
- 「『施術着の股間の部分に穴が開いていたなんて…』指入れマッサージで何度もイカされた人妻は自ら延長してまで挿入を求める」 VOL.1（2月6日、DANDY）
- ワケあり美少女の\裏バイト。 05（2月7日、プレステージ）※「かんな」名義
- 奏音かのんレズ解禁 奏音かのんにひと目ぼれした阿部乃みくが土下座懇願してレズ解禁を勝ち取るまでの一部始終。（2月7日、ビビアン）
- 萌え系 恥じらい女子校生 連れ込み個人撮影 SNSで見つけた女神に中出ししちゃいましたww（2月10日、ブリット）
- 10代最後のプレミア剛毛オマ○コいただきまぁ〜す クンニマスターおじさんの舐めテクでアクメ堕ち! ついでに無許可中出し!（2月19日、エムズビデオグループ）
- ノーハンドフェラは奴隷の証! 2 手を使わずにフェラチオする13人の素人娘（2月19日、かぐや姫Pt/妄想族）
- 桃色かぞく VOL.12 妹にコスプレを着させて毎日、性欲処理をしています。奏音かのん（2月20日、SODクリエイト）
- しゃぶりたがりなお年頃のフェラメイド（2月25日、痴女ヘブン）
- 東京ど真ん中、新宿で粘って見つけた逸材娘たち! 芸能人級シロウト美少女をイカセまくって超・失・禁! べっぴん女子のはしたないオシッコアクメ! エロ過ぎるbefore(ナンパ時の可愛い時)とafter(お漏らし下品絶頂)をご覧あれ!（2月25日、ナンパJAPAN）※「かな」名義
- 恥ずかしいが私の性感帯（3月1日、S-Cute）
- 素人ナンパでセンズリ鑑賞 7 見るだけでいいんです!だからちょっと僕のチ●ポ見てもらえませんか?（3月7日、かぐや姫Pt/妄想族）
- ナンパで出会って3回目のエッチだからチョイ激しめに熱ハメの直後にマシンバイブ!（3月12日、サディスティックヴィレッジ）
- 「先生…今までありがとう!」 学校を卒業する女子生徒に担任の先生が制服ぶっかけSEX!（3月13日、V&R PRODUCE）
- 雑魚寝してたらボクの布団に友達の彼女が潜り込できて… 3 寝ぼけキスには彼氏のフリして応じておいて 目覚めて拒否るカノジョに「こんなに勃起させたのキミだから」とイキ声ガマンさせ何度も奥突き!（3月13日、Z-MEN）
- パンストを脱ぎかけた女上司の無防備な後ろ姿に超勃起! ガマンできずそのまま一発! 履かせてもう一発!! 4（3月13日、Z-MEN）
- 恥辱の教室 剃毛女教師 奏音かのん（3月19日、バミューダ/妄想族）
- 一般男女モニタリングAV 大学生限定 姉弟の絆を試すドキドキお泊りミッションここに開催! 女子大生の姉はバイ○グラ100mgを飲んだ弟と一晩同じ部屋で過ごしたら近親相姦してしまうのか!? 3 軽はずみに飲んでしまったバイ○グラで弟のチ○ポはバッキバキに勃ちっぱなし! 理性がブッ飛んだ弟に迫られた姉はオマ○コを濡らし我慢できずに生ハメセックス! 禁断の姉弟中出しは1発限りでは収まらない!（3月19日、DEEP'S）※「えりか」名義
- デカチンの義父を、母がいない3日間弄び続ける、性に奔放な連れ子の美少女姉妹（3月20日、DOC）
- ほろ酔い女子社員 顔がいい若手社員限定! 男上司がガードの固い女部下をプライベートでガチ口説きするほろ酔いハメ撮りSEX映像 酔うとドスケベ女子社員4名240分（3月26日、SODクリエイト）※「西野ゆき」名義
- 僕のチンチンをイタズラした従姉のおねえちゃんに5年ぶりに会いにいく… 「今日はSEXしたくてやって来ました」奏音かのん（4月1日、MOODYZ）
- はだかの家政婦 全裸家政婦紹介所 奏音かのん（4月1日、プラネットプラス）
- 素人娘の全裸図鑑 11 今時の女の子13名が恥らいながら脱衣していく様子をじっくり撮影した、変態紳士のためのヘアヌードコレクション（4月7日、かぐや姫Pt/妄想族）
- 淫語女子アナ 21 チ○ポ、マ○コをカメラ目線で連呼する超真面目なニュース番組 TVの前のユーザー皆様に究極のオナニーを約束します! 朝の顔は爽やか潮吹きアナ奏音かのんSP（4月9日、ROCKET）
- 【完全主観】 モテモテノーパンハイスクール ボクのオチンチンを奪いあうノーパン女子校生たちとのハーレム学園性活 2（4月10日、BAZOOKA）
- 「お義父さんの赤ちゃん妊娠する!」 制服姿の新しい娘が義父を母に隠れて射精管理! 何度も寸止めさせマ○コに連続大量中出し! 3（4月10日、V&R PRODUCE）
- 1000年に1人のAV女優!! 奏音かのん（4月13日、MOODYZ）
- 怒涛のアクメラッシュ 快感に耐えて突き進め!! 杭打ちディルドボールバウンドレース（4月13日、はじめ企画）※「かな」名義
- 大人しい美少女だと思ったら、酒癖悪い淫らな女だった。（4月13日、S-Cute）
- グラビアアイドル撮影会中、塩対応な水着グラドルに媚薬を飲ませ半泣き痙攣アクメに追い込んだ!キメセクでキツキツになったマ○コにどっぷり生中出し!! 2（4月17日、DOC）
- 一般男女モニタリングAV しごいてしゃぶってヌキまくり!! 素人女子大生が無数に生えた壁ち○ぽの即ヌキに挑戦! 5 フル勃起ち○ぽに囲まれ恥じらいながらもオマ○コが濡れてしまった女子大生はザーメンまみれでノンストップ射精SEX! 総発射102発! 2枚組8本番スペシャル!!（4月19日、DEEP'S）
- おじさん客に密着&ベロキスでイチャイチャしながら無制限中出しさせてくれるソープ嬢はいかが? 奏音かのん（4月25日、痴女ヘブン）※Blu-ray 同時発売
- イッたらお仕置きピストン加速! むっちりデカ尻メイドをバックからひたすらヤル!!（5月1日、ワンズファクトリー）
- 突然押しかけてきた嫁の姉さんに抜かれっぱなしの1泊2日 奏音かのん（5月1日、VENUS）
- まさか! エロ配信が担任の先生にバレちゃうなんて!! 奏音かのん（5月1日、プラネットプラス）
- 僕だけを見つめて愛してくれる淫語彼女 変態の僕の為にNTR姿を見せつける かのん（5月1日、Fitch）
- 濡れてテカってピッタリ密着 神スク水 奏音かのん 可愛い女子のスクール水着姿をじっとりと堪能!着替え盗撮から始まり貧乳から巨乳にパイパン、ハミ毛、ジョリワキ等のフェチ接写やローションソーププレイやスク水ぶっかけに生中出し等を完全着衣で楽しむAV（5月8日、親父の個撮）
- 第9回 ノーパンスウェット染みたら負けよ電マ濡れ我慢対決（5月13日、はじめ企画）※「かなえ」名義
- 金曜の夜… 部署内の歓迎会で酔いつぶれルームシェアする先輩女子社員2人に介抱という名目でお持ち帰りされた僕。週末は部屋でずっと空っぽになるまでチ○ポを求められ月曜の朝までセックス漬けでした…（5月15日、million）
- 【ガチ素人】 「中に出しちゃダメって言ったのに!」 今ドキ生意気J○に無許可で膣内射精 4本番（5月15日、S級素人）
- 「先生大好き!ぶちゅ〜♡」 卒業式直後の女子○生が大好きな既婚教師に愛の告白&濃厚キスSEX逆NTR!? ぶちゅぶちゅ甘く濃〜いキスに脳みそバグって連続中出しエッチ…（5月15日、DOC）
- 誰もしらない放課後 オヤジとクラスの隅っこにいる隠れビッチの放課後キメセク円光（5月19日、Kira☆Kira）
- ワルプルギスの虜 縄の轍 奏音かのん（5月19日、バミューダ/妄想族）
- マジックミラー号 ブットぶ程の亀頭責めで男潮絶叫青空スプラッシュ!男の潮吹き初挑戦!! 奏音かのん 痴女テク逆ナンパSP（5月21日、SODクリエイト）
- 小さな頃から両思いだと思っていた幼馴染がいつの間にかガチムチ男の獣ピストンに堕ちてアヘる淫乱ビッチになっていたのを目の前で見た記憶（5月21日、グローリークエスト）
- ヴァギナレコード 魔法美少女まじかる☆マジック外伝（5月22日、コス・クラフト）
- 逆ストーカーの女 彼女持ちの男の‘子種’を奪いに寝込みを襲う夜這い中出しNTR（5月25日、本中）
- 相席居酒屋でナンパした仲良し2人組をお持ち帰り。コソコソHしていると隣の部屋にいるガードの堅い女友達はヤラせてくれるか 27（6月1日、変態紳士倶楽部）
- えっ!! 友達のカノジョが僕の布団の中に潜り込んできたっ?! 「ねえ、しよっか? 布団の中だったらバレないからしてもいいよ♡」2（6月5日、LEO）
- 「おじさんの家をキレイにしにきました…」 お小遣い欲しさにスク水ニーハイ姿で清掃する純真無垢な小娘にオトナチ○ポねじ込み激ピストン! 膣奥突かれて何度も大絶頂! 何度も中出し! 2（6月12日、V&R PRODUCE）
- 本物全裸素人 局部パーツ接写 全裸ストレッチ編（6月12日、S級素人）
- 定年退職してヒマになったドスケベ義父の嫁いぢり（6月13日、VENUS）
- 緊縛解禁 完落ちするまで犯し続ける緊縛拘束固定（6月26日、九龍）
- SUPERパックリまんこアップ4時間SP Vol.17（7月1日、サルトル映像出版）
- 私たち姉妹は洗脳され、義父の性玩具になりました… 3 清音咲良 奏音かのん（7月10日、V&R PRODUCE）
- あの日からずっと…。 緊縛調教中出しされる制服美少女（7月13日、無垢）
- 僕の気になる女友達は悪戯(イタズラ)してくる小悪魔だった! 奏音かのん（7月16日、MAXING）
- 限界突破 狂うほどのエクスタシーで乱れる性欲全解放性交。（7月19日、TEPPAN）
- ニコニコ美少女 奏音かのん はじめてのBEST8時間（8月1日、MOODYZ）※単体ベスト
- 文京区にある女教師が通う整体セラピー治療院 27（8月1日、変態紳士倶楽部）
- ラッキーな胸チラを発見し、気づかれないように見てたけど、やっぱりバレてた?! 14 ～人妻の日常編～（8月7日、LEO）
- 人妻が賞金かけて家事代行サービス対抗バトル! 散らかった部屋も汚れたおチ●ポもまとめて大掃除！杭打ちピストン騎乗位で連続射精早ヌキ競争!（8月13日、はじめ企画）
- 監禁洗脳!! 淫獣の餌食（8月19日、バミューダ/妄想族）
- 挑発! ナマイキ娘のパンチラ足コキ 3（8月20日、グローリークエスト）
- 痴漢教室 憧れの美人教師に教え子が集団SEX調教（8月28日、REAL）
- 一般男女モニタリングAV 職場の同僚ドッキリ企画 出張先のビジネスホテルで憧れの女先輩と後輩男子が2人っきりでまさかまさかの相部屋宿泊! 次々と巻き起こるエッチなハプニングで急接近した同じ職場の男女が会社に内緒の生ハメセックス! 翌日の仕事も忘れ没頭のけぞりイキした2人は中出しまでしてしまうのか!? 4（9月7日、DEEP'S）
- ヤリマンワゴンが行く!! ハプニング ア ゴーゴー!! 奏音かのんとリズの珍道中 ～剛毛ハニカミ天使がまごころ車内射精サービス!?編～（10月7日、桃太郎映像出版）
- 「お義兄ちゃんみたいないつでもできる、おチ○ポお家に欲しかったんだ!」 突然出来た真面目そうな義妹は、まさかの性欲底なし沼ビッチ!（10月7日、Hunter）
- ボクの家はクラス女子たちの溜まり場でニーハイ & Tバック天国!! 親が仕事でいないボクの家は、学校が終わるとヒマを持て余した同級生女子たちの溜まり場に!（10月7日、Hunter）
- 図書館で声も出せず糸引くほど愛液が溢れ出す敏感娘 23  寝取り中出し2枚組SP（10月8日、ナチュラルハイ）
- 近親素股プレイでハプニング!! 妹とセックスの練習中に間違ってヌルンと挿入!! 2（10月9日、LEO）
- オトコのカラダに興味津々な欲情女子校生 初々しい誘惑で家庭教師にお願いする性教育（10月9日、ヒメゴト）
- 「先生、どうする?」 不良に監禁された私たちはハメ撮りするまで帰れません。（10月19日、ROYAL）
- 剛毛美少女の濡れ蒸れパンツ 奏音かのん（11月1日、S-Cute）
- お互いのイキ顔を見ながらSEX漬けにされる剛毛姉妹孕ませ調教 花音うらら 奏音かのん（11月1日、Fitch）
- 宅配BOXに仕込んだ媚薬スモークを吸い込んだ宅配女子を介抱すると、効果抜群で触れるだけで感じるカラダに!! よだれを垂らして自らチ●ポを求め、さらには自ら挿入して腰を振り、イキ狂う性欲モンスターのおま●こに中出しでザーメンを配達!!（11月13日、SCOOP）
- おしゃぶり予備校 72 奏音かのん（12月1日、FS.KnightsVisual）
- AV女優自画撮りオナニーコレクション 第五弾（12月11日、V&R PRODUCE）
- 女教師強姦 04 美人の先生を放課後犯す（12月11日、REAL）
- 監禁 ～男の性奴○になった私～ 奏音かのん（12月19日、ドグマ）
- 奏音かのん 全作品丸ごと完全収録BEST 全部中出し11本番（12月25日、本中）※単体ベスト

- 木馬拷問 股を裂かれる12人の女（1月1日、バミューダ）
- 性感マッサージにハマってしまった バレー部女子の話 奏音かのん 丘えりな（1月13日、無垢）
- 平然を装い見事成功で賞金100万獲得! オシッコ我慢中に彼氏へのナマ電話「ゼッタイ感じちゃダメッ!」 トライ! イタズラ性感checkで足腰ガクブルしちゃう制服女子お漏らしアクメ（1月13日、はじめ企画）
- 淫語オナホ調教 奏音かのん（1月15日、REAL）
- 高学歴な女子大生が初めてのオナニー鑑賞! ほぼゼロ距離でのASMR的シコシコ音とビンビン肉棒に赤面するも、先っぽから溢れる我慢汁の匂いで膣キュン!（1月15日、赤面女子）
- 唾液ダラダラ接吻痴漢 清楚に見えて濃厚な密着ベロキスでオヤジを虜にする痴女子大生（1月21日、ナチュラルハイ）
- 夫婦交換スワップ温泉旅行 10寝取られ願望がある変態美人妻が望んだ夜這いプレイ!! えっ!! もう一方の奥様も変態だったっ?!（2月5日、LEO）
- オヤジって乳首責められると変な声出すからベロキスで黙らせてやるからな! こねくり小悪魔の唾液ベトベト常にギュ～ンSEX 稲場るか 奏音かのん（2月13日、MOODYZ）
- 媚薬緊縛レイプ 女たちを薬漬け姦淫!（3月1日、ワルハラ）
- 酔いつぶれた人妻 3 旦那の留守中に泥酔… 奥さんって飲むとエロくなるんですね。（3月5日、LEO）
- えっちな女子校生の淫語かたりかけぐちゅぐちゅ連続絶頂指オナニー 2（3月25日、アイエナジー）
- 女刑務所 逃げ場の無い場所で暴行される女たち…（4月1日、ワルハラ）
- 「一回でいい! もっと激しく突かれたい! 長い時間おち○ちん挿れたい!」 20歳なのにまともにSEXした事がない幼馴染の驚きのエッチ願望にボクは…（4月7日、Hunter）
- 「気弱な子だと思ったら…」 痴漢したオヤジを死角に連れ込み精子が出なくなるまで説教射精させる痴女子○生（4月8日、DANDY）
- 悶絶くすぐり地獄（5月1日、バミューダ）
- 鬼犯スレイヤー（5月1日、ワルハラ）
- 女性専門風俗店レンチン ～痴女歓迎! 20分からご利用可能! 随時勃起中のドM男大量在籍レンタルチ●ポ～（5月25日、SEX Agent/妄想族）
- ザーメンジェット 4（7月1日、FS.KnightsVisual）
- 令嬢股縄調教 03  11人の股間に食い込む麻縄（7月1日、バミューダ）
- 元気印のバイトっ娘 黒髪制服娘が初めてのデカチンに大興奮! 絶叫しながら絶頂しちゃうパイパン娘 奏音かのん / 柊るい（8月1日、AV）
- 最近、格闘技にハマりだした意地悪お姉ちゃんの 脇汗たっぷりフェイスロック反撃脇クンニで猛犬ペロペロかましたらHな吐息が漏れてきて… 波多野結衣 奏音かのん 結城のの 晶エリー（8月1日、MOODYZ）
- 縛り拷問 奴隷市場の宴 其の七（9月1日、バミューダ）
- いもうとケータリングサービス ～お兄ちゃんを独り占め! 無邪気な純潔いもうと天使が僕にえっちな悪戯～ 白川ゆず / 奏音かのん（9月7日、桃太郎映像出版）
- 湯けむり天獄 ～縄情の宿～ 20 天縄奏音 編 奏音かのん（9月16日、ヴァンアソシエイツ）
- 剃毛女教師 生徒に割れ目を暴かれて（10月1日、ワルハラ）
- 危険日直撃!! 子作りできるソープランド 32 奏音かのん（10月7日、Mr.michiru）
- 【日常エロ】偶然遭遇した夢のようなエロシチュエーションで普段なら絶対無理めな彼女とのラッキースケベな体験がコチラ（6話）3（10月8日、LEO）
- 剃毛遊戯 02（12月1日、バミューダ）
- 緊縛鬼レイプ 美女の肌に食い込む縄（12月1日、ワルハラ）
- 女子学生棋士の彼女はプライドが高くて将棋で誰にも負けたくなかったのに、中年チ●ポに屈して中出しSEX依存症の肉便器になっていた 奏音かのん（12月7日、かぐや姫Pt/妄想族）
- オナサポ!! 女子○生 着衣で全裸で挑発的ダンス（12月14日、かぐや姫Pt/妄想族）
- 花火大会中止!? Wナンパでハメ撮りした 大量潮吹き奏音かのん 敏感即イキ巨乳弥生みづき W最強美少女4Pスワップ中出し大乱交! 奏音かのん 弥生みづき（12月21日、ABC/妄想族）

- 悶絶くすぐり地獄 02（1月1日、バミューダ）
- 女子校生孕ませレイプ中出し20連発 奏音かのん（2月8日、REAL）
- 素人娘の全裸図鑑 22  今時の女の子12名が恥らいながら脱衣していく様子をじっくり撮影した、変態紳士のためのヘアヌードコレクション（3月8日、かぐや姫Pt/妄想族）
- 【日常エロ】偶然遭遇した夢のようなエロシチュエーションで普段なら絶対無理めな彼女とのラッキースケベな体験がコチラ（6話）4（3月10日、LEO）
- 角オナニー 擦り付けたら止まらない 6 12人（4月19日、かぐや姫Pt/妄想族）
- 1本のチ○ポをカラっぽになるまで抜き続ける連続ごっくん痴女 奏音かのん編（6月1日、FS.KnightsVisual）
- 究極の南国メンズエステ 男を極限まで焦らして快楽スプラッシュさせる痴女エステ嬢（6月14日、BAZOOKA）
- 新社会人になりお酒を飲みすぎた姉がトイレで尻とマ○コ丸出しで泥酔!! 奇跡のスケベチャンス 泥酔してることをイイことに姉弟関係ゼロにしてやりたい放題ハメまくり!!（8月9日、SCOOP）
- 行列が出来る中出し中毒公衆便女 濃厚オヤジの追撃 種付けプレス20連発大乱交 奏音かのん（9月6日、ワンズファクトリー）
- 胸元を強調したり手を握って教師を誘惑する激カワ女子校生は部屋に来たセンセイを乳首責めキスと名器マ●コで口説き落とす!! 視界を埋め尽くすほどの騎乗位でセンセイに溢れるほどのナマ中出しを強制する!!（9月13日、SCOOP）
- 【個撮】どこでもフェラ 8  11人（9月20日、かぐや姫Pt/妄想族）
- メンズエステ嬢の裏サービス（10月4日、S-Cute）
- 女の子だってエッチしたい! 目の前に彼女がいるような没入感! 主観で見せる4本番（11月1日、S-Cute）
- 素人ナンパでセンズリ鑑賞 14  見るだけでいいんです! だからちょっと僕のチ●ポ見てもらえませんか?（11月1日、かぐや姫Pt/妄想族）
- 素人娘の全裸大図鑑 8  5時間31人増刊号 今時の女の子が恥じらいながら脱衣していくヘアヌードコレクション（11月8日、かぐや姫Pt/妄想族）

- こんなお尻見せつけられたら後ろから種付けしたくなるのは仕方がない… 3（8月10日、LEO）
- ずっと、キミに逢いたかった。無垢専属 復活 RE DEBUT 奏音かのん（11月21日、無垢）
- オジサンに没頭する発情コスプレアイドル 個撮で誘惑してくる小悪魔 痴女イキまくりオフパコ4SEX 専属 奏音かのん（12月19日、無垢）

- 温泉輪姦旅行 醜悪おやじ達の汗だく絶倫ピストンで犯され続け絶頂を植え付けられた町内会の娘 奏音かのん（1月23日、無垢）
- 野球部の合宿地探しで帰れなくなって顧問と相部屋になり彼氏がいるのに中出しされまくった一日 奏音かのん（2月20日、無垢）
- ROOKIE15周年記念スペシャルVer 新・世界一ザーメンを大量に発射する男の超ぶっかけSEX 奏音かのん 森日向子（3月12日、ROCKET）
- だらしない精液を垂れ流すナマ中出し妻 3（4月11日、LEO）
- 二段階NTR。 彼氏の弱みを握ってこの彼女とのハメ撮りを献上させる。そして更に… そのハメ撮り映像を使って彼女をみんなで姦す。 大好きな男に売られた彼女、強制寝取り。 奏音かのん（4月16日、無垢）[17]

### アダルトVR
- 姉妹で男の趣味がモロかぶり!? 【胸チラ・パンチラ・ささやき淫語】 ドエロすぎる彼女のお姉ちゃんのトリプル誘惑に完堕ちしちゃった僕。（8月7日、kawaii*）
- 3年C組 ヤリマン加藤さん 文化祭終わりにラブホ（10月17日、SODクリエイト）※「加藤」名義
- 腋VR（10月17日、KMPVR）
- 僕を看病してくれたクラス一番の美少女J●（10月17日、KMPVR）
- 人間家具VR ※女の人格無視。朝は女椅子に座り女の口をグラスにして優雅に食事。メイドの母乳を飲み、尿を催したら女便器の口に、勃起したら女の身体で性欲処理。夜は裸体布団の上で高級メイドと性交で大満足。 【こんなVRが見たい!祭 2019年】（11月7日、SODクリエイト）
- 未来に語り継がれる日本最大の闇 ネオン街を彩る夜の蝶が集う絶対生本番の裏遊郭（11月22日、KMPVR-bibi-）
- かのんとロボたん 〜この物語は切なくもエロい〜（11月23日、KMPVR）
- 音楽フェスで相部屋になった名前も知らない女子大生と朝から晩までヤリまくった。 遠くから聞こえる音楽でテンションアゲアゲ!あえぎ声と汗が部屋に充満しまくる濃厚SEX VR!!（12月4日、MOODYZ）
- 顔舐めVR（12月5日、KMPVR）
- 完全拘束! 調教される無垢少女 ～眼前ガン見アングルで堪能するJ●の舐め顔/悶え顔/イキ顔～（12月6日、CASANOVA）
- 睨み!! あの男は私を犯す変質者!（12月12日、ブイワンVR）
- 射精コントロール!オナ指示痴女 美少女が～カメラ目線であなたをじーっと見つめながらオナニーサポート～（12月13日、CASANOVA）
- 泥酔した先輩を介抱していたら、ほんのり赤くなった顔と潤んだ瞳で見つめられて僕は… かのん 22歳 OL（12月18日、unfinished）

- 美女に怒られながらシコシコVR!!（1月3日、ワンズファクトリー）
- 美少女コスプレイヤーとオフパコSEX 〜ツ●ッタ―でDM送ってみたら、ラブホで密会からの生中出しまでできちゃいました!!〜（1月3日、CASANOVA）
- オイルと汗でヌルヌル!テカテカ! サウナ-美少女と密室SEX VR!!（1月17日、ワンズファクトリー）
- 今からこの女、監禁してレイプします。 武蔵●市吉祥●（1月26日、KMPVR）
- バカだけどおしゃぶり上手なあんぽんたん女子○生（2月7日、DANDY）
- もし、あのとき勇気を出して告白していれば、あの娘と中出しできたかもしれないVR（2月10日、本中）
- 【3Dハメ撮りVR】清楚系J○をダマして個室に連れ込んじゃいました! むっつりスケベな制服美少女を何度もイカセまくる絶頂生パコ中出しSEX（2月14日、こあらVR）
- 今からあなたを、監禁して逆レ●プします。八王●市東中● 奏音かのん（2月25日、KMPVR）
- オイルローションVR（3月6日、KMPVR）
- 幼なじみは看護師さん 早漏の相談中に我慢できず暴発したら優しく改善セックスをしてくれた（3月11日、DANDY）
- 共学初年度 元女子校に入学した男子は僕ひとり!? 先輩お姉さん達の部活勧誘がエロすぎて毎日金玉カラッカラ! 邪魔者一切なし! 1対9のハーレム学園天国!!（3月26日、kawaii*）
- 絶景領域VR（4月4日、KMPVR）
- HQVRで帰ってきた! 完全再現度アップ! リアル過ぎる制服見学店 マジックミラー越しに至近距離でパンチラ・胸チラ・疑似フェラ＆セックスをガン見!!（4月17日、kawaii*）
- 乳首開発VR（4月21日、KMPVR）
- ベロチュー×バイノーラル×アメスク（4月30日、KMPVR）
- 「何これ! ヌルヌルでえちえちだね♪」 好奇心旺盛なアイドルに性処理マネージャー扱い… ローションだっくだくサンドイッチ逆3Pでイキ果てた僕。（5月1日、kawaii*）
- 集団キメセクVRスペシャル!!【SODVR700本記念超大作】媚薬・覚醒・絶頂・SEX中毒になった女子大生たちににキメパコ好き放題ハメ倒されまくるVR（5月13日、SODクリエイト）
- HQVRで覗きまくる!! 神出鬼没の超淫乱ゲリライベント スケスケのセーラー服でおっぱいポロン＆マンモロ! マジックミラー越しに制服美少女と疑似セックス（5月14日、kawaii*）
- いつも清楚でおしとやかな隣の奥さんが無自覚で僕を誘惑してくる欲求不満な天然エロ人妻だった。（5月15日、マドンナ）
- 小悪魔姉妹に射精管理されつづけるビンカン体質なボク!! パンチラ誘惑＆パンツごし手コキ射精! 3日間の強制禁欲&オナホコキ! そのまま逆3Pで連続中出し!! モザイク少なめでヌキやすさにこだわった美人姉妹ハーレムVR!!（5月27日、MOODYZ）
- 制服オナニーVR（5月30日、KMPVR）
- 感じている顔をずっと見つめるVR（5月31日、KMPVR）
- 誘惑居酒屋（6月26日、ドリームチケット）
- アメスクVR（7月8日、KMPVR）
- 女子の中に僕ひとり!! 新米看護師の僕が女だらけの先輩ナースに可愛がられてかわりばんこで全員と中出しした勤務1日目。（7月9日、本中）
- はみ出る剛毛VR（7月22日、KMPVR）
- HQ超高画質!「頑張るから…お兄ちゃん、私を愛して…」僕に一途な処女の妹が拒みながらも懸命にベロキス/耳舐め/唾液責め/フェラ/精子ごっくん! 全身隅々まで舐めまわして密着生挿入! 初体験にも関わらず僕に抱きつきながら自ら激ピストン! まさかの中出し!（7月27日、V&R PRODUCE）
- HQ超高画質!「先生って、ホントに変態さんですわね…」インテリ生徒が僕を丁寧淫語でオナニーサポート!（8月17日、V&R PRODUCE）
- ドクターSEX! 泌尿器科医・奏音かのんが問診(コミュニケーション)&実践(SEX)でアナタの性のお悩みな～んでも解決VR!! 早漏、包茎、ED、粗チン…! シモの悩みも女性へのケアもこれを見ればスッキリ集中治療体験VR!!（8月21日、ワンズファクトリー）
- 「前戯はセックスの基本でしょうが!」 ブチ切れ姉妹による超接近クンニLESSON! 感度が増した熱々ぐちょマンが最高すぎて6連続中出し 花音うらら 奏音かのん（8月27日、kawaii*）

- 【全編ノーモザイク】AV女優・ブルマ・デカ尻・アナルコレクション（1月14日、V＆R PRODUCE）
- ダンサー食いVR 超人気ラッパーになって、VIPガールズと中出しSEX3TIMES! 煙と汗にまみれる最ッ低の夜。（2月4日、SODクリエイト）
- 3回転目で大当たり! ピンサロ花びら回転プレイ中ず～っと気になってた、めっちゃ可愛い隣のあの子と店員さんにバレないようにこっそり中出しセックス! 奏音かのん（2月15日、SODクリエイト）
- こんな場所で?! いきなり顔舐め唾まみれ… 濃厚キスに飢えた女が突然あなたの唇を襲う いきなりベロちゅう唇レ○プ（3月2日、RADICAL-KMPVR-）
- 拝み倒せば必ずエッチなことができる内定ゼロの就活女子大生 奏音かのん（4月9日、CASANOVA）
- ブルマ尻で陰毛みせつけ尻コキトレーニング 奏音かのん（4月16日、CASANOVA）
- 神聖不可侵絶対領域倶楽部 ～＃ニーハイ ＃太もも ＃制服 ＃剛毛 ＃奏音かのん～（4月23日、CASANOVA）
- ニコニコ笑顔が素敵すぎ! ボクのことを好き過ぎるご奉仕メイドとのなんともうらやましい日常。奏音かのん（5月22日、CRYSTAL VR）
- 暴風雨でビショ濡れの女教師 透け下着とピタ肌に興奮欲情 停電した放課後の教室で不道徳なナマ中出し授業 奏音かのん（5月29日、KMPVR）
- 悪魔的に身体のスミからスミまで徹底的に淫乱ナースがチェックするおち●ぽ検診 奏音かのん（6月17日、KMPVR）
- 殿堂入り4作品完全ノーカットでお届け!! 奏音かのんPREMIUM311分 BEST（6月23日、KMPVR）※単体ベスト
- 美少女2人を半年間たっぷり調教 僕を奪い合う奴隷ハーレムVR 永瀬ゆい 奏音かのん（9月29日、アタッカーズ）
- 机の下から女子校生にイタズラするVR（12月16日、KMPVR）

- 女子校生顔騎JOI（1月13日、KMPVR）
- VRでも危険日直撃!! 子作りできるソープランドVR 奏音かのん（1月27日、Mr.michiru）
- 神聖不可侵絶対領域倶楽部（2津25日、CASANOVA）
- 稀有すぎる美少女がカラダとクチビルで織りなす快感乱舞 男子メロメロJDヘルス 奏音かのん（3月3日、KMPVR-bibi-）
- 暴発確実の口マ○コオナホール 涎まみれのグチュグチュローションフェラVR（3月27日、KMPVR）
- 僕だけを受け入れてくれる引きこもりの妹と親には秘密の舐め合いSEX 奏音かのん（3月29日、KMPVR）
- 剛毛おま○こ超接写JOI ～アナルまでびっしり生えた女子○生のマン毛を見ながらシコりたい君へ～ 江本あやみ 奏音かのん 百瀬あすか（5月13日、ナチュラルハイ）
- おっぱいを下から見上げる膝枕VR（7月1日、KMPVR）
- J●乳首開発VR（7月15日、KMPVR）
- JOIされながら私のオナニー見たいんでしょ?（7月29日、KMPVR）

### アダルト配信
- 音トちゃん (hoi043)（8月30日、素人ホイホイZ）
- マジ軟派、初撮。1386 かのん 21歳 大学3年生  渋谷で捕まえた超絶美少女をインタビューのテイでホテルに連れ込み! エッチな雰囲気に流されてセックス開始! ハードピストンに『もっとぉおお!!』と絶叫しながらイキまくるスケベ素人娘♪（9月7日、ナンパTV）
- 【エッチ見せたい願望】19歳【激カワ女子大生】かのんちゃん参上! 純喫茶でバイトしている彼女の応募理由は『私のエッチを人に見せたいんです♪』爽やか清純なイメージな女子大生は【変態娘】カメラで撮られて大興奮! 真面目な優等生ほど実はエロい! 変態女子大生のSEX見逃すな! かのん 19歳 大学生 (喫茶店でアルバイト)（9月10日、ARA）
- かのん (mntj001)（9月27日、港区女子）
- 美少女過ぎてムラムラ必須! 芸能人級の顔面レベル!! 高知県出身19歳、めっちゃ純朴でめっちゃ良い子! 経験人数たった2人! 今まで一度もイッた事がなかった美少女をデカチンピストン、ガクガク初イキ連続昇天イキまくりSEX! かなこ 19歳 大学2年生 (メイド喫茶店員)（10月13日、プレステージプレミアム）
- なでか (18)（10月25日、しろうとまんまん）
- 【生ハメ看護学生】19歳ウブかわナース候補生を彼女としてレンタル! 口説き落として本来禁止のエロ行為までヤリまくった一部始終を完全REC!! 原宿デートを満喫したら公園でテント張ってギリギリ合法フェラ!! ホテルに連れ込んで激エロナースコス装備してハメようとしたら、まさかのコンドーム拒絶!! 最後の一滴までウブマ◯コに流し込んでやりました!! ていうかこんなに可愛くて大丈夫なのか? 嫉妬で刺されないか?? 他の女に?? おとちゃん 19歳 看護学生（11月3日、プレステージプレミアム）
- 【ハロウィン 2019 in 渋谷】弾ける柔肌プリップリ尻! 顔面可愛いさMAX19歳!! 半乳 & ハミ尻は完全無欠の悩殺コスプレ!! 酒も飲まずにノリでエロい女をパコれる最高のハロウィンパーリィナイッ!! かのん 19歳 服飾系大学1年生（11月12日、プレステージプレミアム）
- なでか (18) 2（11月16日、しろうとまんまん）
- ことね（11月21日、＃素人裏アカウント ちょっぴり激しいの好き）
- 詩織（11月22日、ときわ映像）
- 【初撮り】【胸きゅん女子】【清楚系美少女】19歳の清楚系専門学生は、きゅんきゅんするリアクションを咲かせ愛液が溢れる程に感じる.. ネットでAV応募→AV体験撮影 1118 かのん 19歳 専門学生 (動物系)（11月22日、シロウトTV）
- ひなのん（11月29日、シロウトHouse）
- 千枚に一枚の奇跡の超絶美少女と高級外車でオーラルSEX!! そのままラブホへゴー!! 9 おじさん本当にラッキーだね…ッ!」と濃厚フェラでご奉仕サービス盛り盛りしかもタダ!! そのままノーヘル乗車でバシバシ鬼ピストンで大量中出し決めちゃいましたww＜美少女専門下着買取アプリ：ウリカリ18：かんな＞（12月3日、プレステージプレミアム）
- 詩織 2（12月12日、ときわ映像）
- かのちゃん（12月21日、J●調査隊 teamK）

- 【配信専用】完全主観!! まじシコ美女のえちえちコスプレ手コキ!!（1月9日、ふぇち党）
- 【泥●JDにドクドク中出し】×【超敏感体質&変態蛇口ま●この凄すぎる鬼潮】×【顔面偏差値SSS級】×【Fカップの超絶美巨乳は国宝級】※ベテラン男優の、思いがけない暴発「中出し」ハプニングありwww：朝までハシゴ酒 59 in有楽町駅周辺 カノン 21歳 女子大生（1月10日、プレステージプレミアム）
- 淫語催眠 清楚な司書さんを変態痴女にさせて濃厚SEX! 奏音かのん（1月23日、SODクリエイト）
- 可愛さアイドル級! エロさ満点プリ尻娘! ディルドとチ○コの二刀流フェラ! 挿れて欲しくて堪らない→オナニー見せつけ! びしゃびしゃセルフ潮吹き! もうイッてるからぁ! 追撃ピストンの嵐! イッてるそばからイカされる! 完全トランス状態突入! 可愛いお顔に特濃ザーメンぶっかけ! 放心状態→トロ顔お掃除フェラ♪【しろーとLOVETube】かのんちゃん 19歳 女子大生（2月1日、しろーとLOVETube）
- 「これで採用されますか」 神がかり的美少女の試食会!! 新メニュー採用を目指してオーナーに創作性バツグンの喉奥スロートディープ口淫でガチ勃起 & 生騎乗位で神尻打ちつけ積極プレゼンでセフレ即採用!? / ラブホドキュメンタリー休憩2時間 46 かすみ 20歳 料理の専門学生 / アイドルセンター級美少女 神尻（2月9日、プレステージプレミアム）
- かのん (scute982)（3月6日、S-Cute）
- かのん（3月13日、しろーとLOVETube）
- かのん (per263)（3月13日、%OFF）
- カノン (per266)（3月16日、%OFF）
- ほにょ（3月18日、素人ホイホイpower）
- 【アナル責め3P! 中出し × 顔射 × 5連発】「私… 男性のお尻の穴をイジりたいんです…」「あと欲を言えば… 複数プレイがしたいです」教師の卵のくせしてド変態の可愛子ちゃん! 責めて責められ欲望爆発! 欲張りバリバリ伝説ここに解禁! 【妄想ちゃん。5人目 石川さん】（3月21日、Jackson）
- かのん (garea548)（3月22日、G-AREA）
- かのん (dbl075)（3月31日、TE●NS）
- 美少女グラドルが媚●で完堕ち! 絶頂が止まらない感度MAXマ●コを生ハメ。特農精子4発出したったwww カノン（4月7日、しろうとまんまん）
- No.1美尻ガチ美少女が降臨!! サプライズで喜び美尻を突き出しバック手マンで潮吹き悦楽!! 何度も言いますが… 高身長モデル級スタイルのガチ美少女のイチャラブ生SEX!! この時点で抜けない訳がないじゃない!! / ラブホドキュメンタリー休憩2時間 59 かなみ 20歳 / サプライズに弱い超絶美女JD（4月17日、プレステージプレミアム）
- かのん (gerk248)（4月18日、ゲリラ）
- 「初めて… なんです♪」 超々美少女の初なま中出し記念撮影を敢行!! 中年セフレをドーピング!? 乙女の初にかける情熱は伊達じゃない!! ノンストップで立ちバックで中出し処女からも積極ピストンで濃い濃い精子を直撃ナマ性交!! ＜おじさんずラブ 014：カナ＞（4月19日、プレステージプレミアム）
- 可愛い過ぎる教え子に迫られ、妊娠確定の3連続中出しSEX!!! かのん (18)（4月24日、しろうとまんまん）
- 働くドMさん. Case.35 ソフトウェア開発会社 広報 金井さん 22歳  【美人広報、涙目】 勤務中にボールギャグを噛ませてコンビニへ羞恥プレイ、拘束イラマで顔入社OLの笑顔も歪むハードSEX（5月6日、プレステージプレミアム）
- かのん 2 (scute1007)（5月15日、S-Cute）
- カノン (ore656)（5月17日、俺の素人）
- 【配信専用】美女の芳しいエッチな香りに包まれて… 脱ぎたて生パンティコキ!!（5月28日、ふぇち党）
- 奏 (23)（6月3日、MOON FORCE）
- ゆうちゃん（6月22日、シロウトさん）
- 【配信専用】エチエチすぎる舌技レロレロベロチュー手コキで射精待った無し! 4（6月25日、ふぇち党）
- かのん (hamren018)（6月26日、全日本ハメ撮り連盟）
- かのん (bcpv156)（7月30日、バイトちゃん）
- 【配信専用】「変態なんですね…」 美少女J●が淫語連発!! 羞恥と快楽でM男責め!!（7月30日、ふぇち党）
- かのん (opcyn098)（8月19日、おっぱいちゃん）
- ≪特別編≫【家まで送ってイイですか?】を撮ってきてもらってイイですか? ～素人の皆さん! カメラ渡すんでSEX撮ってきてください～約5ヶ月ぶりに復活! case.159 咲良さん 20歳 大学生：有名M大学の美女に中出しハメ撮り⇒彼女も理解『SEXを人に見られたい』仰天応募動機⇒イチャイチャから一転… 彼女浮気発覚? 男大好き? SEX依存? ⇒【生々しい】求め合うキス! リアルカップルしか出せない見つめ合い・愛のあるSEX⇒お互いテクニシャン! 彼の激ピストンに悶絶彼女! ⇒美尻デカ尻! バックで揺れる! ⇒『彼がいたから変われた…』2人の将来の夢とは（8月28日、ドキュメンTV）
- ラグジュTV 1297 黒木佳蓮 24歳 大学院生 あどけない笑顔が男に触れられるたびに徐々に艶めかしい表情に…。全身を震わせイキ狂う好奇心旺盛な現役大学院生の濃厚セックスを見逃すな!（9月7日、ラグジュTV）
- かのん（9月23日、おっぱいちゃん）
- かのんちゃん (gerk316)（10月8日、ゲリラ）
- 【オフパコ映像】 アイドル級にカワイイのに飲むとエッチな気分になっちゃうビッチレイヤー かのん（10月15日、AKNR）
- かのんさん 2 (gerk323)（11月6日、ゲリラ）
- あざと可愛い女子と相部屋宿泊 出張先で既婚者上司をぶりっこ痴女 奏音かのん（11月5日、AKNR）

- かのん 2 (orec666)（1月14日、俺の素人）
- かのんさん (kstc018)（1月15日、個撮ちゃん）
- かのんさん 2 (kstc021)（2月19日、個撮ちゃん）
- Kさん（3月5日、ホームメイド）
- かなで（3月25日、アイドリ）
- かなちゃん（9月1日、新世代女子）
- 痴女化素人100% 偏見注意!! 笑顔で淫語責めをする清楚系ビッチな女子大生!! かな（9月7日、まんまんランド）
- かのん（9月17日、こいびとみまん）
- ほのす@逆バニー【素人ホイホイpower／ハメ撮り／コスプレ／美少女／美巨乳／美尻／清楚／ローション・オイル／痙攣絶頂／連続アクメ絶頂／舌上発射／ごっくん／キツマン】（10月21日、素人ホイホイpower）
- あい（11月1日、日払いちゃん）
- かな (mla043)（12月7日、まんまんランド）

- かのん (smuk088)（1月12日、素人ムクムク）
- かのん & みづき（2月3日、おっぱいちゃん）
- かのん & みづき 2（2月3日、おっぱいちゃん）
- かのん（2月20日、シロウト速報）
- なつ (仮名)（2月27日、路地裏ぱんぱん）
- C.K (hhl011)（3月28日、素人ホイホイLOVER）
- 【中はダメって言ったじゃん】 まさか中出しされると思ってない警戒心の緩いサポート系美少女!! そんなの中に出すに決まってるじゃん! 奏音かのん（4月13日、NAGOYAか円光）
- かのんちゃん (ore844)（6月9日、俺の素人）
- カノン（9月23日、鉄人2号さん）
- かのん 3 (scute1302)（12月28日、S-Cute）

- かのん（10月14日、素人ムクムク-痴-）
- かのん（11月19日、素人ムクムク-夢中-）
- かのんちゅ（11月26日、素人ムクムク-痴-）

- かなこ（4月12日、ぎがdeれいん）

### イメージビデオ
- Kanon 君が奏でる追走曲（2020年7月2日、REbecca）[18]
- Kanon2 宮古島ラプソディー（2021年1月7日、REbecca）
- Saikai 奏音かのん（2023年10月28日、oldman par）

## 出版

### 写真集
- 奏音かのん1st.写真集「カノンの音色」（2021年7月20日、彩文館出版、撮影：福島裕二）ISBN 978-4-7756-0640-7
- Saikai♡ 奏音かのん写真集（2023年10月25日、ジーウォーク、撮影：太田清隆）ISBN 978-4-86717-630-6

### デジタル写真集
2021年
- 初めは少しだけ優しく【グラビア写真集】奏音かのん（6月11日、プレステージ出版、撮影：街田和由）
- 初めは少しだけ優しく【ヌード写真集】奏音かのん（6月11日、プレステージ出版、撮影：街田和由）※特典動画が付属。

2022年
- 奏音かのん、貸します。（8月4日、若生出版）
- LOVEPOP デラックス 奏音かのん 001（12月2日、ラビリンス）

2023年
- LOVEPOP デラックス 奏音かのん 002（2月10日、ラビリンス）
- LOVEPOP デラックス 奏音かのん 003（4月7日、ピンク倶楽部）
- れいむ 奏音かのん vol.01～vol.04（11月30日、ジーウォーク、撮影：太田清隆）

## 出演

### テレビ番組
- 魚拓と成瀬のツキとスッポンぽん #344・#345（2021年4月4日・11日、パチ・スロ サイトセブンTV）
- 月ともぐら（2023年12月22日・2024年1月5日・2月9日・2月16日、テレビ東京）

### ウェブ番組
- カチコチTV（2021年12月17日・24日、FANZA見放題）